# NXT Stand & Deliver (2025)
Pour les articles homonymes, voir Stand & Deliver.
L'édition 2025 de Stand & Deliver est un Premium Live Event de catch (lutte professionnelle) produit par la World Wrestling Entertainment, une fédération de catch américaine qui est télédiffusée et visible en paiement à la séance sur le WWE Network (en France et en Belgique). Cet événement met en avant les Superstars de NXT, le club-école de la compagnie. Il a eu lieu le 19 avril 2025 à la  T-Mobile Arena à Paradise (Nevada). Il s'agit de la cinquième édition de Stand & Deliver. Ce PLE aura lieu le même jour que la première nuit de WrestleMania 41.

## Contexte
Les spectacles de la World Wrestling Entertainment (WWE) sont constitués de matchs aux résultats prédéterminés par les scénaristes de la WWE. Ces rencontres sont justifiées par des storylines – une rivalité avec un catcheur, la plupart du temps – ou par des qualifications survenues dans les shows de la WWE telles que Raw, SmackDown et NXT. Tous les catcheurs possèdent une gimmick, c'est-à-dire qu'ils incarnent un personnage gentil (Face) ou méchant (Heel), qui évolue au fil des rencontres. Un événement comme Stand & Deliver est donc un événement tournant pour les différentes storylines en cours,.

### Oba Femi (c) contre Trick Williams contre Je'Von Evans
Le 7 janvier à NXT: New Year Evil (2025), Oba Femi a battu Trick Williams et Eddy Thorpe afin de remporter le NXT Championship
|s1=Fatal four-way tag team elimination match. Le 18 mars, Williams a battu Thorpe  pour mettre fin à leur rivalité. Après le match, Williams a appelé Femi avant que les deux hommes ne soient encerclés par Darkstate (Dion Lennox, Cutler James, Saquon Shugars et Osiris Griffin) qui avaient déjà attaqué Femi et Je'Von Evans.  Femi et Williams se sont ensuite engagés dans une bagarre avant qu'Evans n'apparaisse et ne fasse tomber Femi. La semaine suivante, Evans a affronté Lexis King dans un match pour le NXT Heritage Cup Championship, match qu'Evans perdra par décompte extérieur suite à une intervention de Femi. Le 1er avril, Williams à interpellé Femi aavant qu'Evans ne les interrompre souhaitant également un match pour le titre. La manageuse générale de NXT Ava, annoncera finalement qu'à NXT Stand & Deliver, Femi défendra son titre dans un Triple Threat match contre Williams et Evans.

### Stephanie Vaquer (c) contre Giulia contre Jordynne Grace contre Jaida Parker
Le 11 mars à NXT: Roadblock (2025), Stephanie Vaquer bat Giulia dans un Title vs Title match pour remporter le NXT Women's Championship. La semaine suivante, pendante la célébration de Vaquer Jordynne Grace l'interrompt et souhaitait un match pour le titre avant d'être attaqué par Jaida Parker et se déclarant comme la prochaine challengeuse au titre de Vaquer. La semaine suivante, Vaquer bat Parker garce à une intervention de Grace. Le 1er avril, la manageuse générale de NXT Ava, annonce que Vaquer pourra choisir son adversaire lors de NXT Stand & Deliver mais avant qu'elle ne puisse faire son choix, Grace et Parker sont arrivés afin de lui demander de la choisir et après une bagarre entre les deux femmes, un match entre les deux est annoncé. Le match se terminera cependant en no-contest suite à une intervention de Vaquer qui se fera juste après attaquer par Grace et Parker avant que Giulia n'effectue son retour pour sauver la championne avant de l'attaquer elle aussi. Plus tard dans la soirée, Vaquer annoncera qu'elle défendra son titre à NXT Stand & Deliver dans un Fatal Four Way match face à Giulia, Grace et Parker.

### Nathan Frazer (c) et Axiom  (c) contre Hank and Tank
Le 8 avril à NXT, The Street Profits (Angelo Dawkins et Montez Ford) annonce que la semaine prochaine aura lieu un Tag Team Gauntlet match afin de déterminer des aspirants numéro 1 pour le NXT Tag Team Championship à NXT Stand & Deliver. le match sera remporté par Hank Walker et Tank Ledger.

### Zaria contre Kelani Jordan contre Sol Ruca contre Izzi Dame contre Lola Vice contre Thea Hail
Le 11 mars à NXT: Roadblock (2025), Stephanie Vaquer bat Giulia dans un Title vs Title match pour remporter le NXT Women's Championship mais également conserver son NXT Women's North American Championship. Cependant Vaquer annoncera qu'elle souhaite que les catcheuses de NXT puisse avoir des opportunités et rendra finalement vacant le titre Nord Américain. Dans le même temps, la manageuse générale de NXT Ava que le titre sera remis en jeu dans un Ladder match à NXT Stand & Deliver.

### Ricky Saints (c) contre Ethan Page
Le 1er avril à NXT, Ricky Saints bat Shawn Spears pour remporter le NXT North American Championship mais après le match pendant la célébration, il se fait attaquer par Ethan Page. La semaine suivante, Saints demande a Page de venir l'affronter sur le ring mais c'est finalement Lexis King, Wes Lee et Eddy Thorpe pour demander un match pour le titre, après cela Page a attaqué Saints par derrière et une bagarre entre ce dernier King, Lee et Thorpe éclata. Plus tard dans la soirée, un Fatal Four Way match sera annoncée entre les quatre hommes pour déterminer l'aspirant numéro 1 au titre de Saints. Le match sera remporté par Page.

### The D'Angelo Family contre DarkState
Le 18 mars à NXT, Channing « Stacks » Lorenzo,  Luca Crusifino et Adriana Rizzo ont participé 6-Mixed Tag Team Match mais ils perdront le match suite à une intervention de DarkState. Le 8 avril, Lorenzo défie le DarkState à une rencontre sur le parking. la semaine suivante Lorenzo et Cruisifino se sont battus avec le DarkState sur le parking avant d'être rejoint par Tony D'angelo. Plus tard dans la soirée, un match entre les deux équipes sera officialisé à NXT Stand & Deliver.

### Meta-Four contre Fatal Influence contre Chemical X contre Roxanne Perez et Cora Jade
Le 8 avril à NXT, Meta-Four (Lash Legend et Jakara Jackson), Fatal Influence (Fallon Henley, Jacy Jayne et Jazmyn Nyx) et Roxanne Perez sont allés demander à la manageuse générale de NXT Ava, un match de la dernière chance pour les qualifications au Ladder match pour le NXT Women's North American Championship qui sera refusé par Ava. La semaine suivante, Ava annonce que Meta-Four, Fatal Influence et Chemical X(Tatum Paxley et Gigi Dolin) s'affronteront dans un Triple Threat Tag Team match afin de déterminer des aspirantes numéros 1 au WWE Women's Tag Team Championship, elle annoncera également que le match serait transformé en Fatal Four Way si Perez trouve une partenaire. Plus tard dans la soirée, il est annoncé que Cora Jade sera la partenaire de Perez et également que le match sera un Fatal four-way tag team elimination match à NXT Stand & Deliver.

## Tableaux des matchs
| Ordre par numéros | Résultat | Stipulation(s) | Temps |
| --- | --- | --- | ----- |
| 1P | Chemical X (Tatum Paxley et Gigi Dolin) (avec Shotzi) battent Meta-Four (Lash Legend et Jakara Jackson), Fatal Influence (Fallon Henley et Jacy Jayne) (avec Jazmyn Nyx) et Roxanne Perez et Cora Jade, | Fatal Four Way tag team elimination match , Les gagnantes deviendront aspirantes no 1 pour le WWE Women's Tag Team Championship | 12:51 |
| 2 | Ricky Saints (c) bat Ethan Page, | Match simple pour le NXT North American Championship,                                                                           | 12:43 |
| 3 | Hank and Tank (Hank Walker et Tank Ledger) battent Nathan Frazer (c) et Axiom (c), | Tag Team Match pour le NXT Tag Team Championship,                                                                               | 13:56 |
| 4 | Sol Ruca bat Zaria, Kelani Jordan, Izzi Dame, Lola Vice et Thea Hail, | Ladder match pour le NXT Women's North American Championship,                                                                   | 14:40 |
| 5 | DarkState (Dion Lennox, Saquon Shugars et Osiris Griffin) (avec Cutler James) battent The D'Angelo Family (Tony D'Angelo, Channing "Stacks" Lorenzo et Luca Crusifino) (avec Adriana Rizzo),            | 6-Man Tag Team Match, | 13:13 |
| 6 | Stephanie Vaquer (c) bat Giulia, Jordynne Grace et Jaida Parker, | Fatal Four Way match pour le NXT Women's Championship,                                                                          | 16:29 |
| 7 | Oba Femi (c) bat Trick Williams et Je'Von Evans, | Triple Threat match pour le NXT Championship,                                                                                   | 16:58 |
| La lettre C placée entre parenthèses désigne la personne ou l’équipe championne en titre. P – indique que le match a eu lieu lors du pré-show | | |       |

## Détails du Fatal Four Way tag team elimination match
| Ordre d'élimination | Equipes                                 | Éliminé par                | Mouvement d'élimination        | Temps |
| ------------------- | --------------------------------------- | -------------------------- | ------------------------------ | ----- |
| 1                   | Meta-Four                               | Roxanne Perez              | Pop Rox sur Lash Legend        | 7:30  |
| 2                   | Cora Jade et Roxanne Perez              | Gigi Dolin et Tatum Paxley | assisted roll-up sur Cora Jade | 9:20  |
| 3                   | Fatal Influence                         | Tatum Paxley               | Cemetery Drive sur Jacy Jayne  | 12:51 |
| Vainqueures         | Chemical X (Tatum Paxley et Gigi Dolin) | N/A                        | N/A                            | 12:51 |